# 上市町立上市中央小学校
上市町立上市中央小学校（かみいちちょうりつ かみいちちゅうおうしょうがっこう）は、富山県中新川郡上市町にある公立小学校。

## 沿革
上市小学校
個別に出典が提示された箇所を除いた出典→
- 1873年（明治6年）8月 - 興文小学校を常福寺にて創立。
- 1876年（明治9年） - 学校を御蔵（加賀藩時代の籾蔵）跡に移す。
- 1879年（明治12年） - 大徳寺地内（現、西中町50番地）に校舎を新築。
- 1886年（明治19年）4月 - 興文小学校（尋常科）と上市小学校（簡易科）を設置。
- 1891年（明治24年）10月 - 興文尋常高等小学校となる。
- 1892年（明治25年）10月 - 上市尋常高等小学校と改称。
- 1894年（明治27年）4月 - 興文尋常高等小学校と改称。
- 1896年（明治29年）
  - 4月 - 上市尋常高等小学校と改称。
  - 5月 - 校舎増築落成。
- 1910年（明治43年）1月 - 蔵前（現、南町）に新校舎新築落成。校地11,252m2、校舎3,704m2。
- 1941年（昭和16年）4月 - 上市国民学校と改称。
- 1947年（昭和22年）4月 - 上市小学校と改称[3]。

音杉小学校
- 1876年（明治9年）5月 - 後明小学校の分校とし稗田の民家に設立。
- 1885年（明治18年）5月 - 興原小学校の分校となる。
- 1886年（明治20年）7月 - 徳隆小学校の分校となる。
- 1887年（明治21年）4月 - 若杉小学校の分校となる。
- 1889年（明治22年）4月 - 音杉簡易小学校として独立。稗田村横市（中央小学校統合前の場所）に校舎を新築。
- 1892年（明治25年）10月 - 音杉尋常小学校と改称。
- 1911年（明治44年）4月 - 校地拡張、校舎増築。
- 1924年（大正13年）4月 - 音杉尋常高等小学校に改称。
- 1934年（昭和9年）11月 - 雨天体操場、北側校舎増築。
- 1941年（昭和16年）4月 - 音杉国民学校と改称。
- 1947年（昭和22年）4月 - 音杉小学校と改称[3]。
- 1954年（昭和29年）4月 - 上市町立音杉小学校と改称[3]。
- 1955年（昭和30年）4月 - 新川東部小学校（現・立山町立立山北部小学校）の一部区域を校区に編入[3]。

上市中央小学校
- 1958年（昭和33年）10月 - 上市小学校と音杉小学校が統合し、上市中央小学校に改称[3]。
- 1961年（昭和36年）
  - 3月 - 横法音寺地内に鉄筋3階建ての新校舎が落成。校地30,334m2、建築延面積9,311m2[2]。
  - 4月10日 - 校舎の運用を開始[5]。
- 1963年（昭和38年）3月 - 体育館新築[2]。
- 1996年（平成8年）8月 - 大規模改修第7期工事完成[6]。
- 2010年（平成22年）12月 - 耐震補強工事完成[7]。

## 通学区域
東町、神明町、上中町、錦町、西中町、新町、熊野町、鍵町、南町、森元町、石浦町、旭町、松和町、幸町、柳町(一部)、西町、栄町、天神町、北島、湯上野、上法音寺、法音寺、横法音寺、大坪、稗田、正印、上正、上経田(音杉)、正印新、川原田、三日市、横越、神田、新村、和合、野福

## 進学先
- 上市町立上市中学校

## 昭和天皇北陸巡幸
戦後巡幸の一環で、昭和天皇の上市町への巡幸が1947年11月1日に決定。上市小学校の校庭（現在のNTT上市交換場付近）が奉迎場となった。奉迎場の御野立場は、熊野町と神明町の山車（いずれも後に町の文化財に指定）を並べて板を渡した上に絨毯を敷いたものとなった。当日は、15,000人収容の校庭がいっぱいになった。